# Hakenmörser
Hakenmörser (auch Schaftmörser) war ein kleiner Mörser bzw. Granatgewehr. Wie die Hakenbüchsen auch, war der Hakenmörser unter der Mündung mit einem Haken versehen, der über ein an der Brustwehr befestigtes Querholz gehängt wurde, um den Rückstoß abzufangen.
Hakenmörser lagen in einem passenden Schaft und diesen ähnlich einem Gewehr handhaben zu können. Sie waren mit einem  Steinschloss versehen und schossen Granaten mit etwa 0,5 bis 1 kg Gewicht bis zu 200 Meter.